# Теодорчик, Лукаш
Лу́каш Теодо́рчик (пол. Lukasz Teodorczyk; род. 3 июня 1991, Журомин, Мазовецкое воеводство) — польский футболист, нападающий.

## Карьера

### Клубная
Лукаш Теодорчик начинал заниматься футболом в клубе «Вкра» из своего родного города. В январе 2010 года перешёл в варшавскую «Полонию», где первые полгода выступал за дублирующий состав. Впервые сыграл за первую команду клуба 26 октября 2010 года в матче кубка страны против «Островца-Свентокшиски». Нападающий вышел на поле на 70-й минуте встречи вместо Даниэля Голебевского и в дополнительное время поразил ворота соперника. Три дня спустя форвард дебютировал и в чемпионате Польши.
Первый гол в Экстракласе Теодорчик забил 27 августа 2011 года в ворота Лукаша Сапелы из «Белхатува». Автором голевой передачи на форварда стал Павел Шультес. Всего до перехода в «Лех» в январе 2013 года футболист сыграл за «Полонию» 32 матча в чемпионате и кубке страны и забил 11 голов.
24 февраля 2013 года в матче против хожувского «Руха» Лукаш Теодорчик впервые сыграл за познанскую команду. Нападающий заменил на 58-й минуте Бартоша Слюсарского и отметился двумя результативными действиями. Вначале после прострела Теодорчика с фланга защитник «Руха» Марцин Бащиньский срезал мяч в свои ворота, а затем передачу форварда воплотил в гол Каспер Хямяляйнен. Первый гол Теодорчика за «Лех», забитый 4 мая 2013 года с передачи Гергё Ловренчича, принёс команде победу над краковской «Вислой». 18 июля 2013 года Лукаш Теодорчик дебютировал в Лиге Европы. В матче против финской команды «Хонка» нападающий забил гол и сделал голевую передачу на Войо Убипарипа.
В августе 2014 года появилась информация, что игроком заинтересовался украинский клуб «Динамо» (Киев). 22 августа 2014 года игрок приступил к прохождению медицинских тестов в киевской команде. 27 августа футболист подписал пятилетний контракт с украинским клубом. Сумма трансфера составила 4 миллиона евро. Лукаш стал первым польским футболистом в истории киевского клуба.
В первом же матче за «Динамо» отдал голевую передачу на Андрея Ярмоленко через минуту после выхода на замену.
Вышел в стартовом составе в матче 1/8 финала Лиги Европы против ливерпульского «Эвертона» 19 марта 2015 года и забил второй гол из пяти, забитых киевлянами в ворота Тима Ховарда. 3 августа Лукаш был отдан в аренду в бельгийский «Андерлехт» до конца сезона 2016/17. 30 марта 2017 года было объявлено, что «Андерлехт» выкупил контракт футболиста у киевского «Динамо».
Летом 2018 года стал игроком итальянского «Удинезе».
5 октября 2020 года был отдан в аренду в бельгийский клуб «Шарлеруа».

### В сборной
В 2010 году Лукаш Теодорчик выступал за сборную Польши для игроков не старше 20 лет. В первом же матче за команду нападающий забил 2 гола и принёс полякам волевую победу над сверстниками из Швейцарии в товарищеском матче. В дальнейшем нападающий сыграл ещё 2 матча за сборную этой возрастной категории.
6 июня 2011 года Теодорчик дебютировал в молодёжной сборной, заменив в перерыве товарищеского матча с греками Мацея Янковского.
2 сентября того же года форвард забил 2 гола в ворота команды Албании в матче отборочного турнира к чемпионату Европы 2013.
За главную сборную страны Лукаш Теодорчик впервые сыграл 2 февраля 2013 года в товарищеском матче с Румынией. Нападающий отыграл весь матч, забив 2 гола и отдав голевую передачу на Шимона Павловского.

## Достижения

### «Лех»
- Чемпион Польши: 2014/15

### «Динамо» Киев
- Чемпион Украины: 2014/15, 2015/16
- Обладатель Кубка Украины: 2014/15
- Обладатель Суперкубка Украины: 2016

### «Андерлехт»
- Чемпион Бельгии: 2016/17
- Обладатель Суперкубка Бельгии: 2017

### Индивидуальные
- Лучший бомбардир Чемпионат Бельгии по футболу: 2016/17 (22 мяча)

## Статистика

### Клубная
| Клуб              | Сезон      | Лига              | Лига  | Лига | Кубок | Кубок | Европа | Европа | Другое | Другое | Итог  | Итог |
| Клуб              | Сезон      | Дивизион          | Матчи | Голы | Матчи | Голы  | Матчи  | Голы   | Матчи  | Голы   | Матчи | Голы |
| ----------------- | ---------- | ----------------- | ----- | ---- | ----- | ----- | ------ | ------ | ------ | ------ | ----- | ---- |
| Полония (Варшава) | 2010/11    | Экстракласа       | 6     | 0    | 1     | 1     | –      | –      | –      | –      | 7     | 1    |
| Полония (Варшава) | 2011/12    | Экстракласа       | 11    | 4    | 0     | 0     | –      | –      | –      | –      | 11    | 4    |
| Полония (Варшава) | 2012/13    | Экстракласа       | 13    | 6    | 1     | 0     | –      | –      | –      | –      | 14    | 6    |
| Полония (Варшава) | Итог       | Итог              | 30    | 10   | 2     | 1     | –      | –      | –      | –      | 32    | 11   |
| Лех               | 2012/13    | Экстракласа       | 14    | 1    | –     | –     | –      | –      | –      | –      | 14    | 1    |
| Лех               | 2013/14    | Экстракласа       | 32    | 20   | 2     | 1     | 4      | 3      | –      | –      | 38    | 24   |
| Лех               | 2014/15    | Экстракласа       | 4     | 3    | 0     | 0     | 2      | 0      | –      | –      | 6     | 3    |
| Лех               | Итог       | Итог              | 50    | 24   | 2     | 1     | 6      | 3      | –      | –      | 58    | 28   |
| Динамо (Киев)     | 2014/15    | Премьер-лига      | 13    | 5    | 5     | 2     | 6      | 3      | –      | –      | 24    | 10   |
| Динамо (Киев)     | 2015/16    | Премьер-лига      | 11    | 5    | 3     | 1     | 4      | 0      | –      | –      | 18    | 6    |
| Динамо (Киев)     | Итог       | Итог              | 24    | 10   | 8     | 3     | 10     | 3      | –      | –      | 42    | 16   |
| Андерлехт         | 2016/17    | Первый дивизион A | 38    | 22   | 2     | 1     | 13     | 7      | –      | –      | 53    | 30   |
| Андерлехт         | 2017/18    | Первый дивизион A | 33    | 15   | 0     | 0     | 6      | 0      | 1      | 0      | 40    | 15   |
| Андерлехт         | Итог       | Итог              | 71    | 37   | 2     | 1     | 19     | 7      | 1      | 0      | 93    | 45   |
| Удинезе           | 2018/19    | Серия A           | 16    | 1    | 0     | 0     | –      | –      | –      | –      | 16    | 1    |
| Удинезе           | 2019/20    | Серия A           | 14    | 0    | 2     | 0     | –      | –      | –      | –      | 16    | 0    |
| Удинезе           | Итог       | Итог              | 30    | 1    | 2     | 0     | –      | –      | –      | –      | 32    | 1    |
| Шарлеруа          | 2020/21    | Первый дивизион A | 15    | 0    | 2     | 1     | –      | –      | –      | –      | 17    | 1    |
| Шарлеруа          | Итог       | Итог              | 15    | 0    | 2     | 1     | –      | –      | –      | –      | 17    | 1    |
| Общий итог        | Общий итог | Общий итог        | 220   | 82   | 18    | 7     | 35     | 13     | 1      | 0      | 274   | 102  |

1. 1 2 3 4  матчи в Лиге Европы
2. 1 2  матчи в Лиги чемпионов
3. ↑  матч в Суперкубке Бельгии

### Международная
| Матчи Теодорчика за сборную Польши | Матчи Теодорчика за сборную Польши | Матчи Теодорчика за сборную Польши | Матчи Теодорчика за сборную Польши | Матчи Теодорчика за сборную Польши | Матчи Теодорчика за сборную Польши | Матчи Теодорчика за сборную Польши |
| ---------------------------------- | ---------------------------------- | ---------------------------------- | ---------------------------------- | ---------------------------------- | ---------------------------------- | ---------------------------------- |
| №                                  | Дата                               | Оппонент                           | Счёт                               | Голы Теодорчика                    | Соревнование                       |                                    |
| 1                                  | 2 февраля 2013                     | Румыния                            | 4-1                                | 2                                  | Товарищеский матч                  |                                    |
| 2                                  | 22 марта 2013                      | Украина                            | 1-3                                | —                                  | Отборочный матч ЧМ—2014            |                                    |
| 3                                  | 26 марта 2013                      | Сан-Марино                         | 5-0                                | 1                                  | Отборочный матч ЧМ—2014            |                                    |
| 4                                  | 19 ноября 2013                     | Ирландия                           | 0-0                                | —                                  | Товарищеский матч                  |                                    |
| 5                                  | 18 января 2014                     | Норвегия                           | 3-0                                | 62'                                | Товарищеский матч                  |                                    |
| 6                                  | 5 марта 2014                       | Шотландия                          | 0-1                                | —                                  | Товарищеский матч                  |                                    |
| 7                                  | 18 ноября 2014                     | Швейцария                          | 2-2                                | —                                  | Товарищеский матч                  |                                    |